# Oliveto Lucano
Oliveto Lucano (Uluétë in dialetto locale) è un comune italiano di 348 abitanti della provincia di Matera in Basilicata.

## Geografia fisica
È situato a 546 m s.l.m. su una piccola altura circondata da piantagioni di olivo, all'interno del parco naturale di Gallipoli Cognato - Piccole Dolomiti Lucane, precisamente alle falde del monte Croccia, dove si trova un'importante area archeologica in cui è presente il complesso megalitico chiamato Petre de la Mola, in un territorio ricco di boschi. Il paese è posizionato nella parte nord-occidentale della provincia di Matera e confina a nord con il comune di Calciano (13 km), ad est con Garaguso (7 km), a sud con San Mauro Forte (15 km) e ad ovest con Accettura (12 km). Fa parte della comunità montana Medio Basento.

## Storia
Il punto più alto del borgo, dove oggi è situata la Cattedrale, probabilmente coincide con la torre di avvistamento dell'antica Croccia-Cognato ma la configurazione dell'attuale nucleo antico di Oliveto Lucano è sicuramente di origine medioevale. Lo sviluppo del borgo si articolò intorno ad una economia prevalentemente agricola e pastorale e all'attività di commercializzazione di olio e olive, da cui deriverebbe il suo nome.
Le prime notizie scritte di Oliveto Lucano si trovano in bolle del 1060, 1070 e 1183. Dal 1150 il feudo di Oliveto Lucano passò di famiglia in famiglia, fino all'ultimo barone, nell'anno 1715, Gerolamo de Lerma. Nel 1735 il casale risultava abitato da 200 persone.
Con l'unità d'Italia l'economia povera e arretrata di Oliveto Lucano non ebbe miglioramenti e così si verificò il crescente fenomeno dell'emigrazione .

### Simboli
Lo stemma comunale e il gonfalone sono stati concessi con decreto del presidente della Repubblica n. 700 del 24 febbraio 1978.
Il gonfalone è un drappo troncato di bianco e di giallo.

## Monumenti e luoghi d'interesse
- La Chiesa Madre, intitolata a Maria Santissima delle Grazie: sorge alla sommità del paese, in stile romanico a tre navate, conserva all'interno tre altari in lamine di bronzo ed una tela con l'immagine dell'Immacolata.
- I portoni di Bacco, caratteristici portoni in legno delle cantine situati lungo la via delle Grotte e realizzati a moduli geometrici, costruiti da artigiani locali tra la fine dell'Ottocento e l'inizio del Novecento.
- I ruderi dell'area archeologica di Monte Croccia: situati nei dintorni, sono i resti di un'antica città lucana sorta tra il VI ed il IV secolo a.C., dei quali sono visibili alcuni tratti di mura ad archi.
- Petre de la Mola: complesso megalitico che sorge vicino alla cima del Monte Croccia, utilizzato probabilmente dagli antichi abitanti del Monte Croccia come un calendario di pietra per indicare particolari date dell’anno (solstizio d'inverno e solstizio d'estate), a scopo rituale ed a fini pratici.

## Società

### Evoluzione demografica
Abitanti censiti

## Cultura

### Eventi
Ad Oliveto Lucano, come in altri centri dell'interno della Basilicata, si svolge la festa del Maggio, antico rito arboreo di origini pagane inserito nella festa religiosa di San Cipriano, protettore di Oliveto. Il Maggio è il fusto di un albero di cerro, che viene abbattuto la prima domenica di agosto, sfrondato e trainato in paese il 10 agosto, giorno dell'inizio della festa patronale, al suono di zampogne ed organetti. In quello stesso giorno, sempre nei boschi circostanti Oliveto Lucano, viene abbattuta una cima di agrifoglio, e viene trasportata a spalle in paese tra canti e balli. Il Maggio (lo sposo) e la Cima (la sposa) entrano in paese all'imbrunire, ed il 12 agosto, giorno della processione di San Cipriano, la Cima viene innestata sul Maggio ed insieme vengono eretti nella piazza del paese.

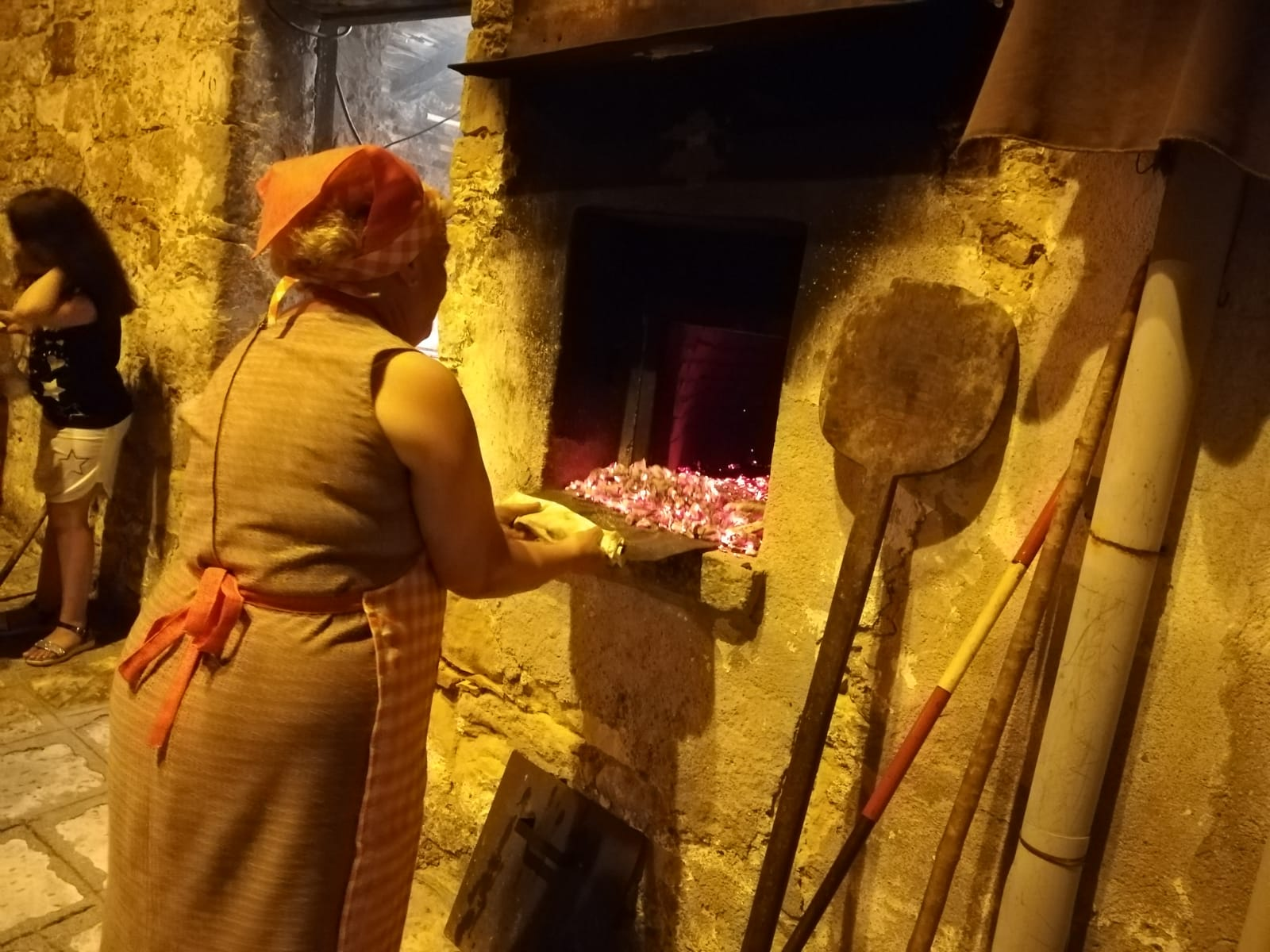
Oliveto Lucano, la Notte dei Forni

### Tradizioni
Oliveto Lucano è al centro di una zona della Basilicata in cui c'è una consolidata tradizione di arte pastorale di lavorazione del legno, con la realizzazione di molti oggetti, ormai destinati più al regalo e al collezionismo che all'uso pratico, e in particolare alle cucchiare che portano incise forme di gallo, di particolare originalità.